# 密脉凤尾蕨
密脉凤尾蕨（学名：Pteris confertinervia）为凤尾蕨科凤尾蕨属下的一个种。

## 扩展阅读
- 維基物種上的相關：密脉凤尾蕨